# تشاك كابوتو
تشاك كابوتو هو سياسي أمريكي، ولد في 17 يوليو 1938 في نيويورك في الولايات المتحدة. نشط حزبياً في الحزب الديمقراطي. وقد انتخب عضو مجلس نواب فرجينيا ‏.